# Bonnetia celiae
Bonnetia celiae là một loài thực vật có hoa thuộc họ Clusiaceae.
Loài này chỉ có ở Venezuela.